# Idaea tristriata
Idaea tristriata là một loài bướm đêm trong họ Geometridae.